# الزور (الجوف)
الزور هي إحدى قرى الجمهورية اليمنية. وهي تتبع جغرافيًا لمحافظة الجوف. وإداريًا لمديرية خراب المراشي. يبلغ تعداد سكانها 1108 نسمة حسب الإحصاء الذي جرى عام 2004.